# MTV Video Music Award al miglior video pop
L'MTV Video Music Award al miglior pop (MTV Video Music Award for Best Pop) è un premio assegnato annualmente a partire dal 1999 nell'ambito degli MTV Video Music Awards. 
Come tutte le altre categorie di genere ai VMA, questa categoria è stata ritirata brevemente nel 2007, quando i VMA furono rinnovati e la maggior parte delle categorie originali furono eliminate. Nel 2008, però, MTV ha ripristinato questo premio, insieme a molti altri che erano stati ritirati nel 2007.
Nel 2017, la parola "Video" è stata rimossa dal nome di tutte le categorie di genere, lasciando a questo premio il nome attuale: Best Pop.

## Vincitori e candidati

### Anni 1990
- 1999
  - Ricky Martin - Livin' la vida loca

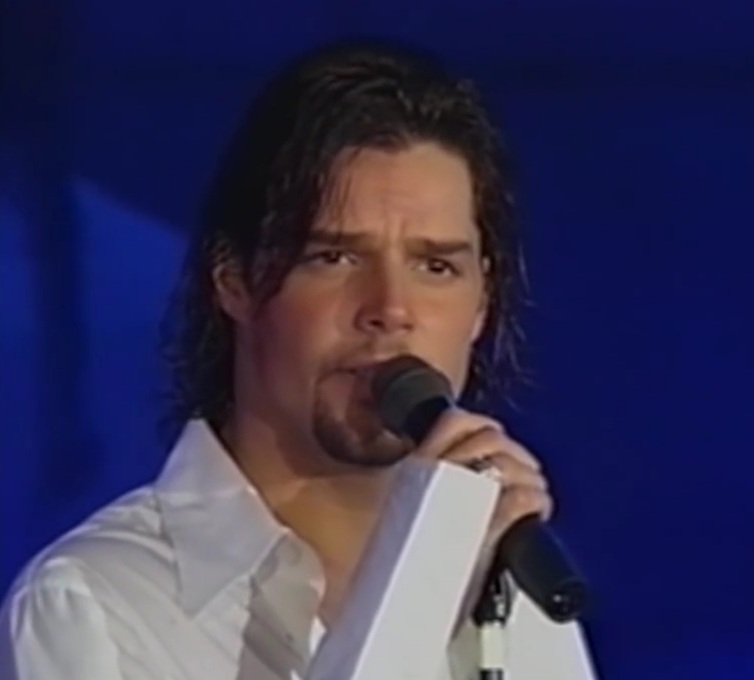
Ricky Martin, vincitore nel 1999.

  - Backstreet Boys - I Want It That Way
  - Jennifer Lopez - If You Had My Love
  - NSYNC - Tearin' Up My Heart
  - Britney Spears - ...Baby One More Time

### Anni 2000
- 2000
  - NSYNC - Bye Bye Bye

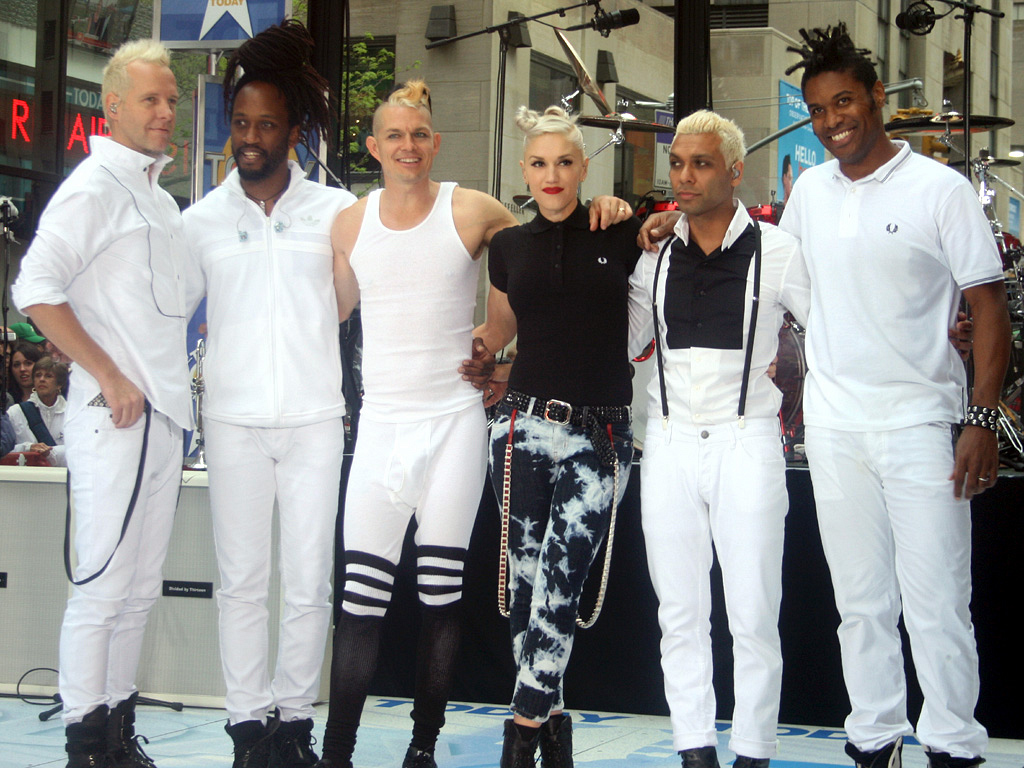
No Doubt, vincitori nel 2002 e 2004.

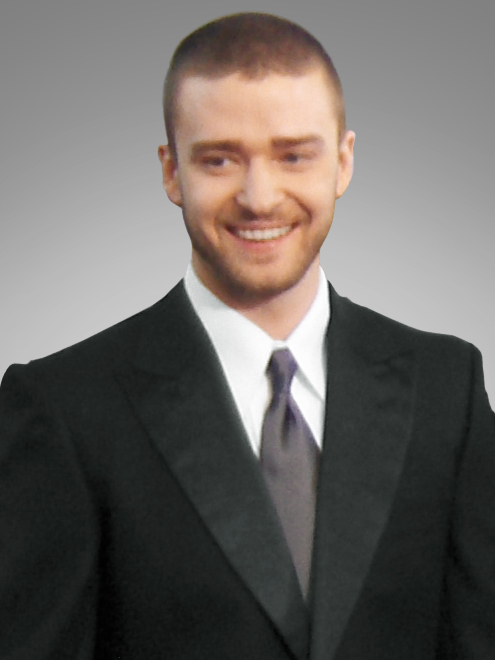
Justin Timberlake, vincitore nel 2003.

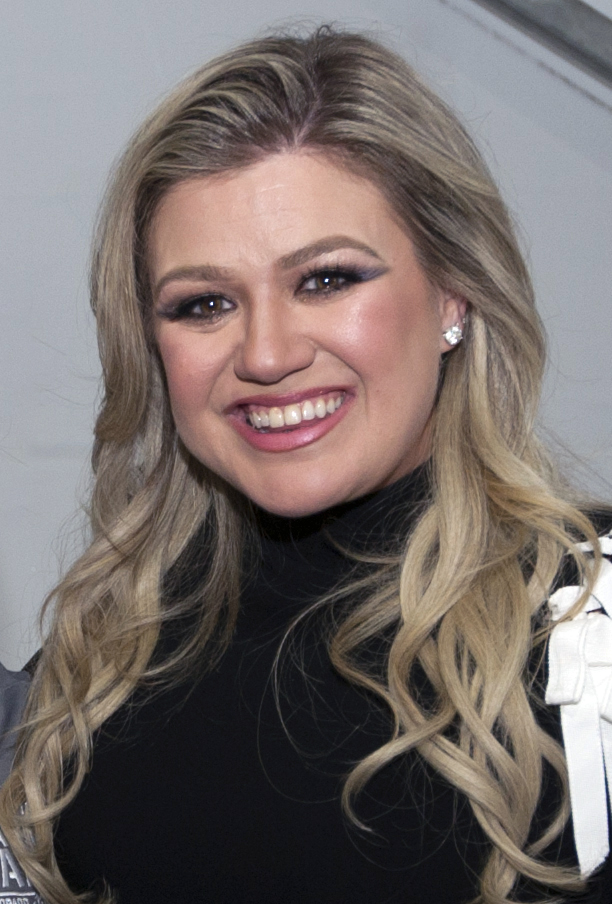
Kelly Clarkson, vincitrice nel 2005.

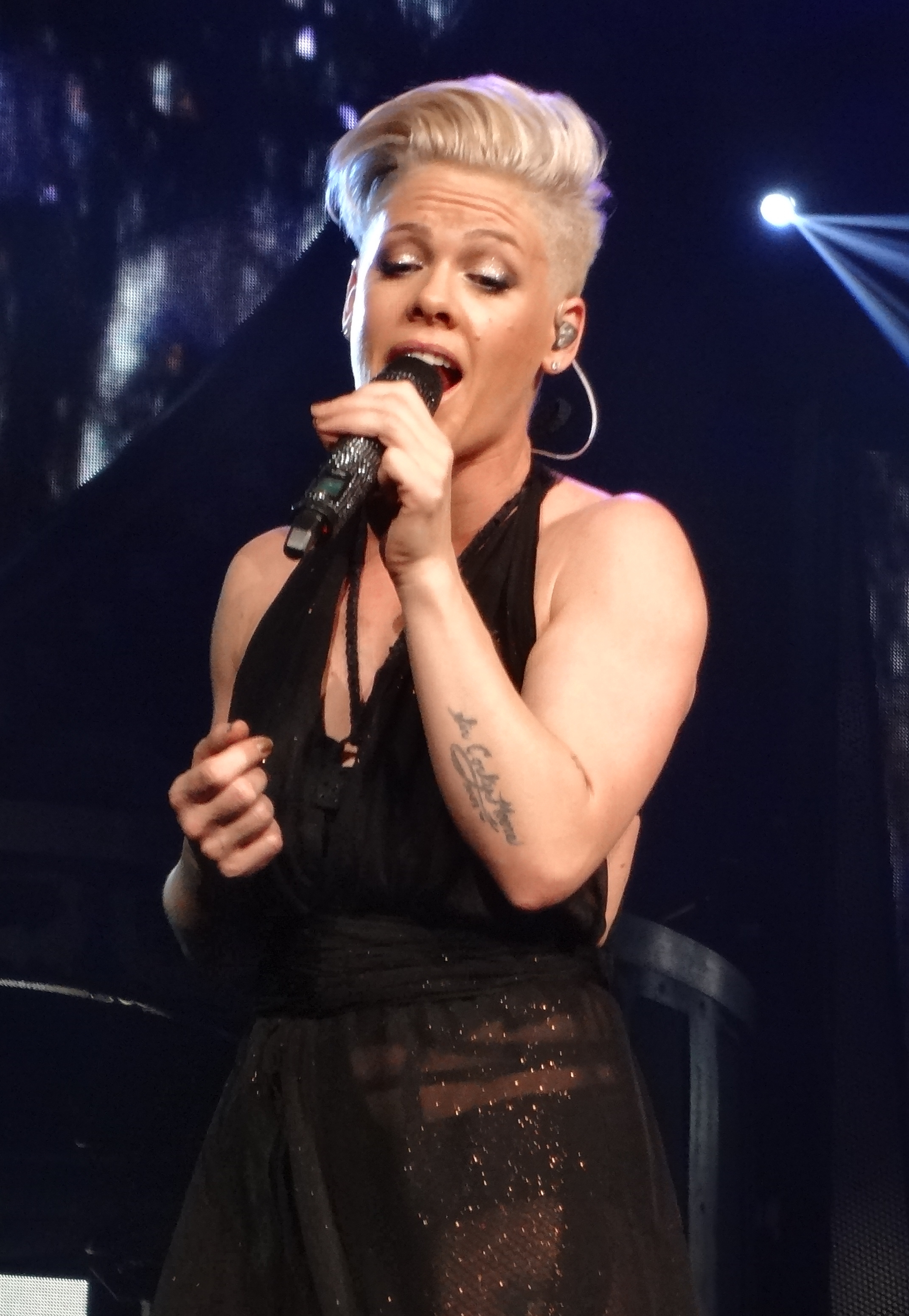
Pink, vincitrice nel 2006.

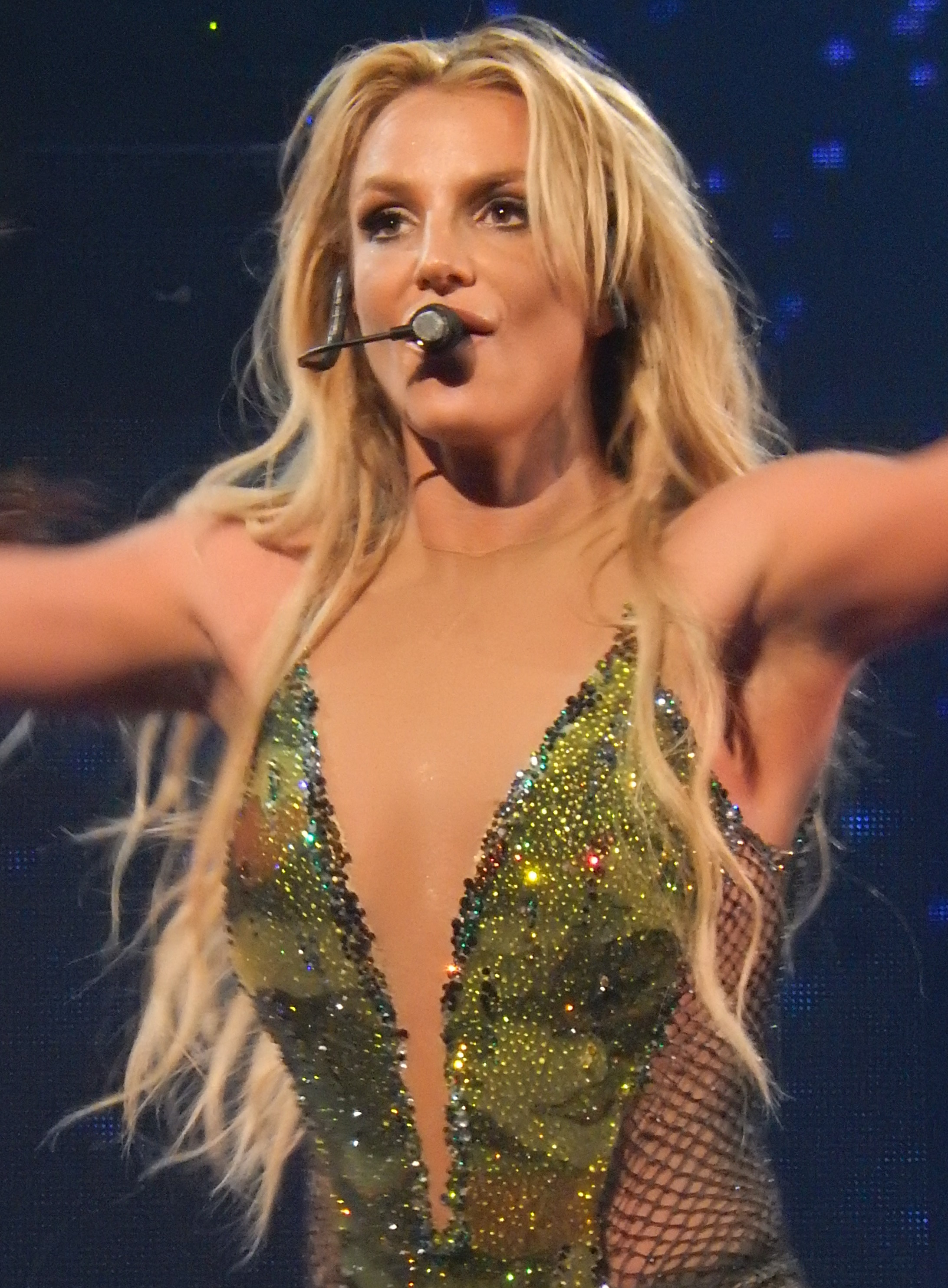
Britney Spears, vincitrice nel 2008, 2009 e 2011.

  - Christina Aguilera - What a Girl Wants
  - blink-182 - All the Small Things
  - Destiny's Child - Say My Name
  - Britney Spears - Oops!… I Did It Again
- 2001
  - NSYNC - Pop
  - Christina Aguilera, Lil' Kim, Mýa e Pink - Lady Marmalade
  - Backstreet Boys - The Call
  - Destiny's Child - Survivor
  - Britney Spears - Stronger
- 2002
  - No Doubt feat. Bounty Killer - Hey Baby
  - Michelle Branch - All You Wanted
  - 'N Sync feat. Nelly - Girlfriend
  - Pink - Get the Party Started
  - Shakira - Whenever, Wherever
- 2003
  - Justin Timberlake - Cry Me a River
  - Christina Aguilera feat. Redman - Dirrty
  - Kelly Clarkson - Miss Independent
  - Avril Lavigne - Sk8er Boi
  - No Doubt feat. Lady Saw - Underneath It All
- 2004
  - No Doubt - It's My Life
  - Hilary Duff - Come Clean
  - Avril Lavigne - Don't Tell Me
  - Jessica Simpson - With You
  - Britney Spears - Toxic
- 2005
  - Kelly Clarkson - Since U Been Gone
  - Lindsay Lohan - Rumors
  - Jesse McCartney - Beautiful Soul
  - Ashlee Simpson - Pieces of Me
  - Gwen Stefani - Hollaback Girl
- 2006
  - Pink - Stupid Girls
  - Christina Aguilera - Ain't No Other Man
  - Nelly Furtado feat. Timbaland - Promiscuous
  - Madonna - Hung Up
  - Shakira feat. Wyclef Jean - Hips Don't Lie
- 2008
  - Britney Spears - Piece of Me
  - Danity Kane - Damaged
  - Jonas Brothers - Burnin' Up
  - Panic! at the Disco - Nine in the Afternoon
  - Tokio Hotel - Übers Ende der Welt
- 2009
  - Britney Spears - Womanizer
  - Beyoncé - Single Ladies (Put a Ring on It)
  - Cobra Starship feat. Leighton Meester - Good Girls Go Bad
  - Lady Gaga - Poker Face
  - Wisin & Yandel - Abusadora

### Anni 2010
- 2010
  - Lady Gaga - Bad Romance

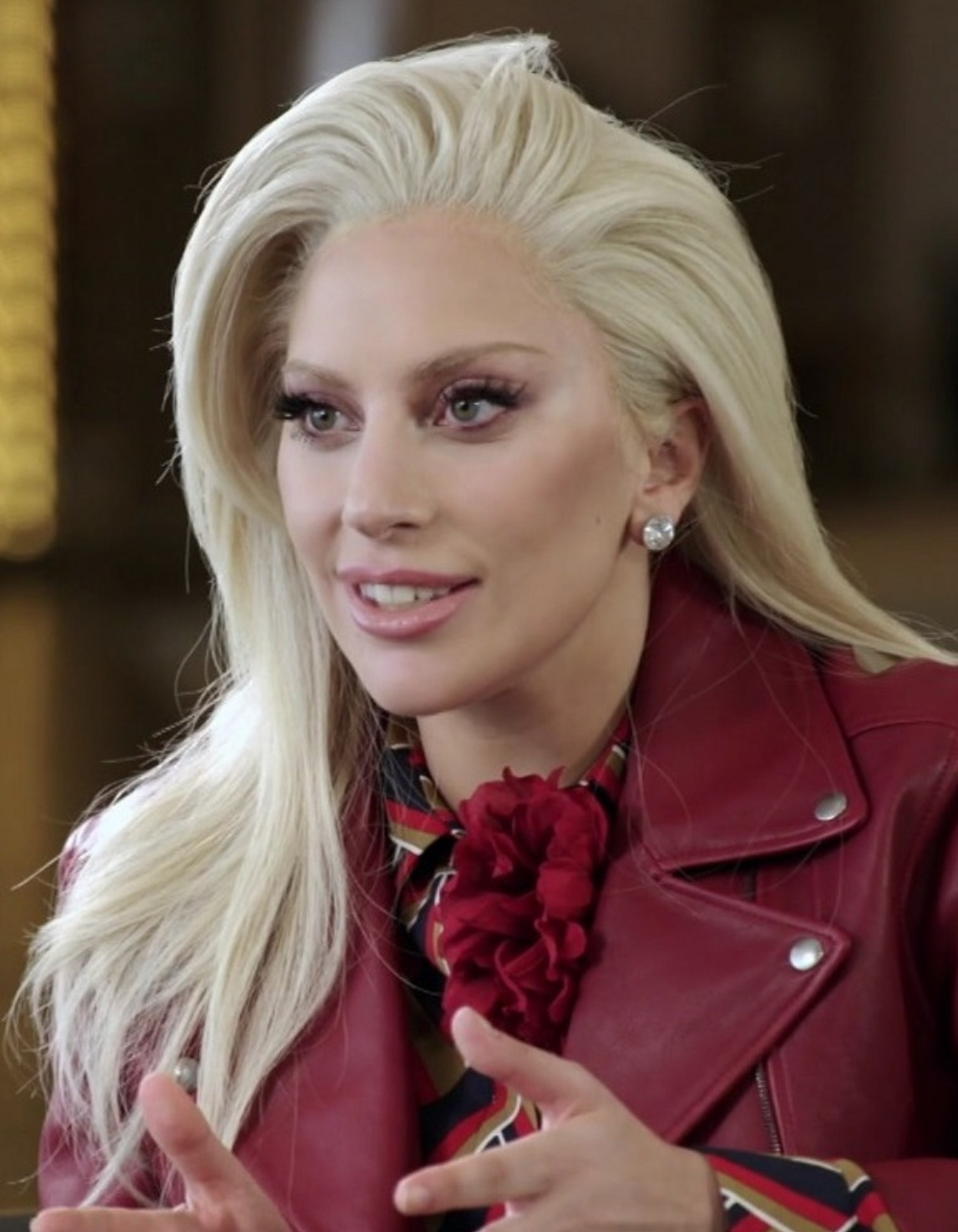
Lady Gaga, vincitrice nel 2010.

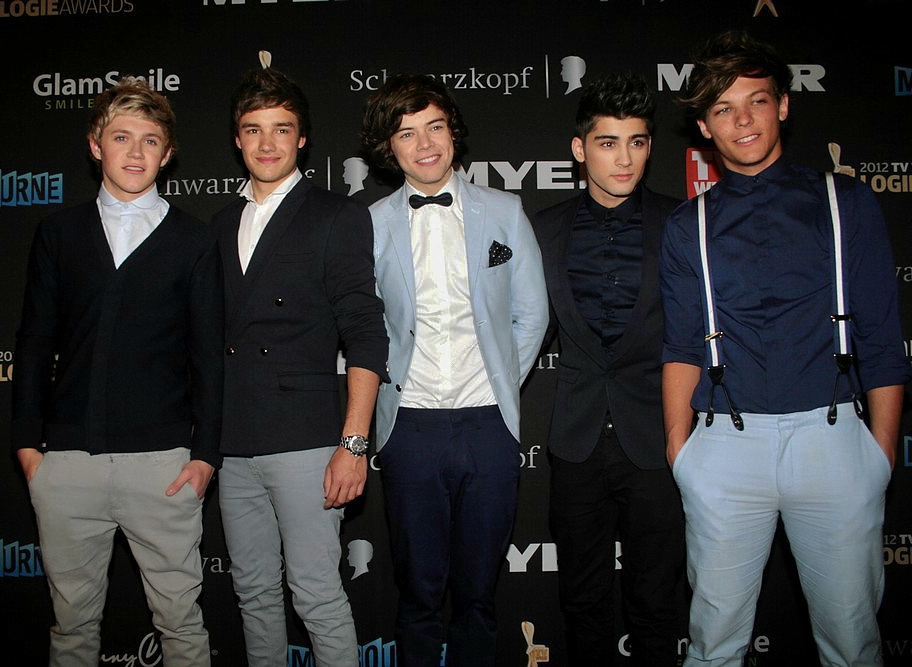
Gli One Direction, vincitori nel 2012.

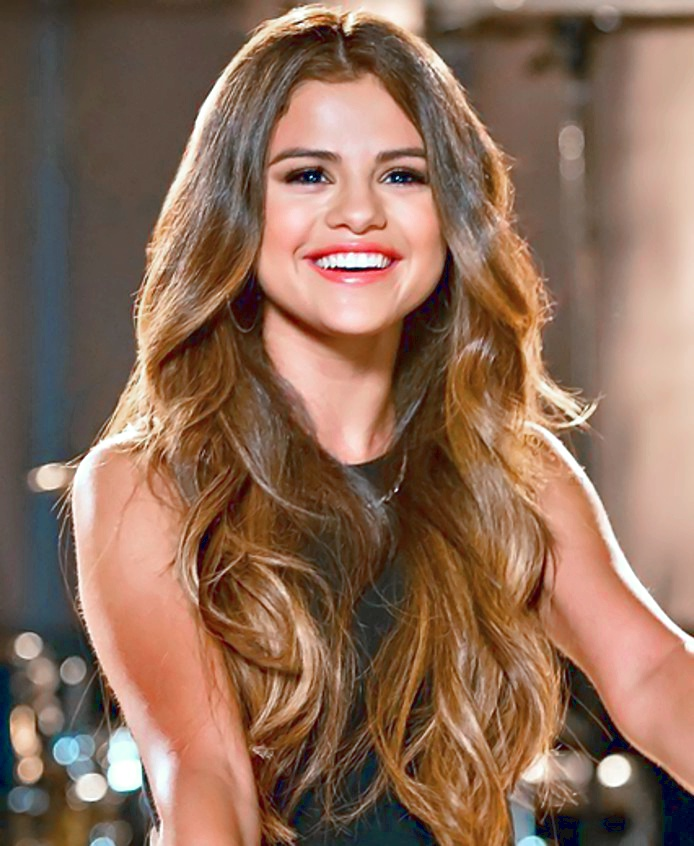
Selena Gomez, vincitrice nel 2013.

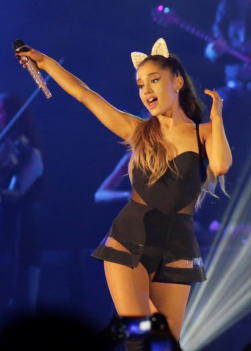
Ariana Grande, vincitrice nel 2014 e nel 2018.

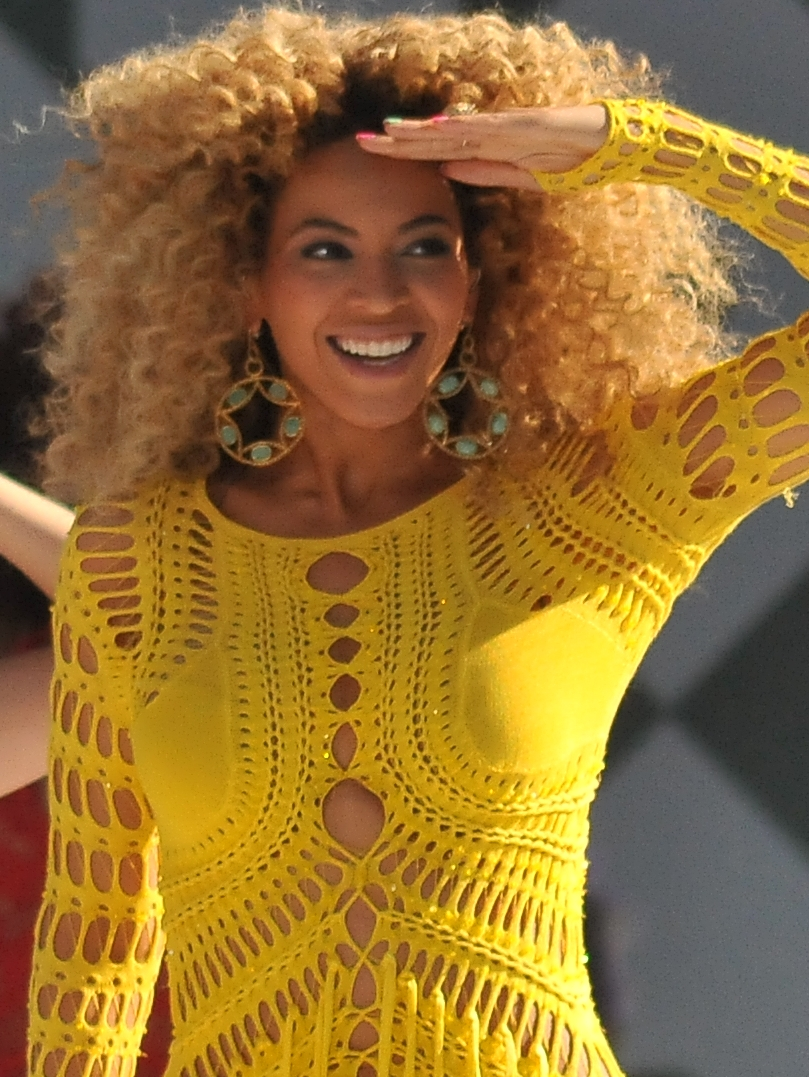
Beyoncé, vincitrice nel 2016.

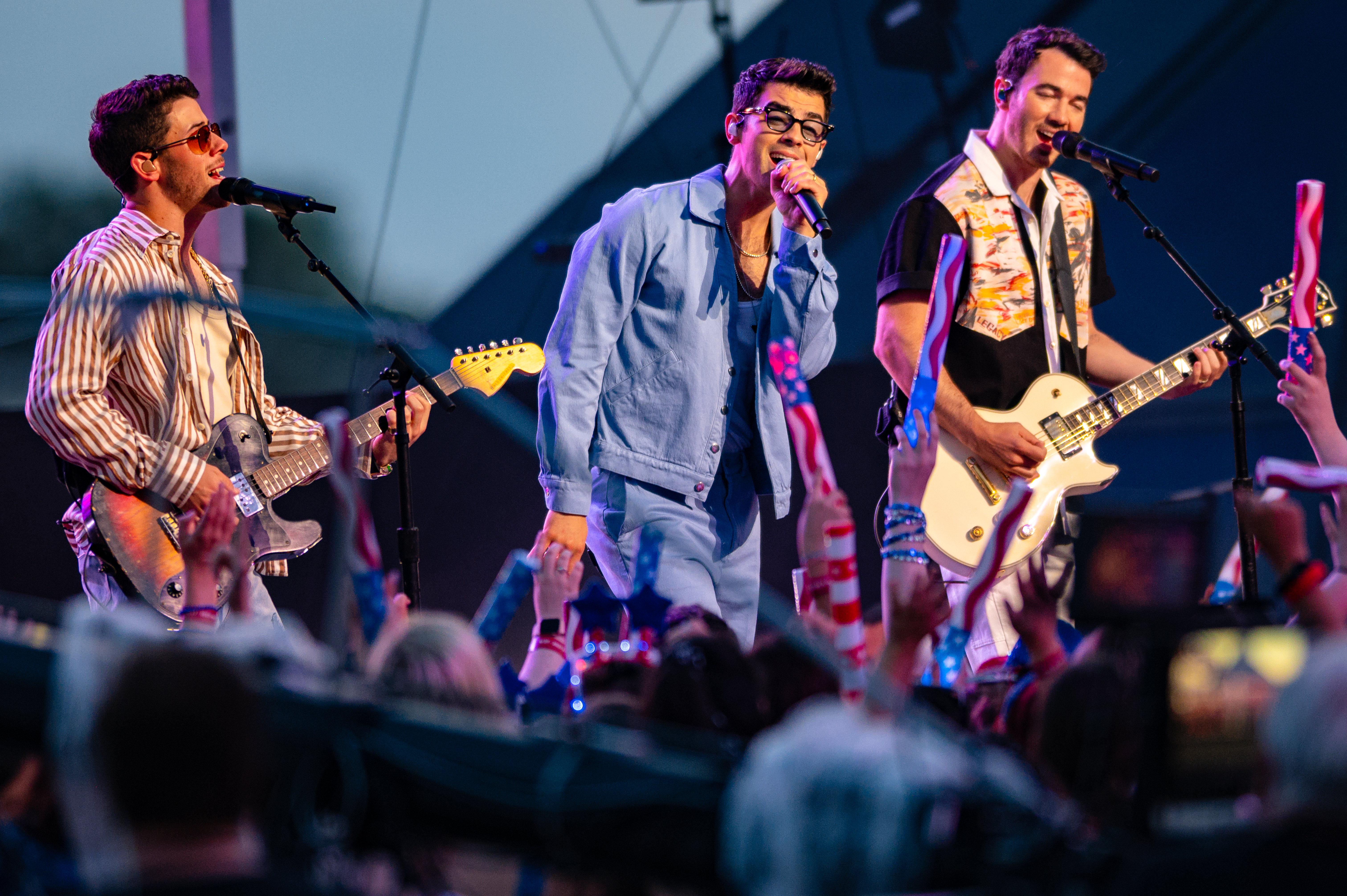
I Jonas Brothers, vincitori nel 2019.

  - Beyoncé feat. Lady Gaga - Video Phone
  - B.o.B. feat. Bruno Mars - Nothin' on You
  - Kesha - Tik Tok
  - Katy Perry feat. Snoop Dogg - California Gurls
- 2011
  - Britney Spears - Till the World Ends
  - Adele - Rolling in the Deep
  - Bruno Mars - Grenade
  - Katy Perry - Last Friday Night (T.G.I.F.)
  - Pitbull feat. Ne-Yo, Nayer e Afrojack - Give Me Everything
- 2012
  - One Direction - What Makes You Beautiful
  - Justin Bieber - Boyfriend
  - Fun. feat. Janelle Monáe - We Are Young
  - Maroon 5 feat. Wiz Khalifa - Payphone
  - Rihanna feat. Calvin Harris - We Found Love
- 2013[1]
  - Selena Gomez - Come & Get It
  - Miley Cyrus - We Can't Stop
  - Fun. - Carry On
  - Bruno Mars - Locked Out of Heaven
  - Justin Timberlake - Mirrors
- 2014[2]
  - Ariana Grande feat. Iggy Azalea - Problem
  - Avicii feat. Aloe Blacc - Wake Me Up
  - Iggy Azalea feat. Charli XCX - Fancy
  - Jason Derulo feat. 2 Chainz - Talk Dirty
  - Pharrell Williams - Happy
- 2015[3]
  - Taylor Swift - Blank Space
  - Beyoncé - 7/11
  - Maroon 5 - Sugar
  - Mark Ronson feat. Bruno Mars - Uptown Funk
  - Ed Sheeran - Thinking Out Loud
- 2016[4]
  - Beyoncé - Formation
  - Adele - Hello
  - Justin Bieber - Sorry
  - Alessia Cara - Wild Things
  - Ariana Grande - Into You
- 2017[5][6]
  - Fifth Harmony featuring Gucci Mane - Down
  - Shawn Mendes - Treat You Better
  - Ed Sheeran - Shape of You
  - Harry Styles - Sign of the Times
  - Katy Perry featuring Skip Marley - Chained to the Rhythm
  - Miley Cyrus - Malibu
- 2018[7]
  - Ariana Grande - No Tears Left to Cry
  - Camila Cabello featuring Young Thug - Havana
  - Demi Lovato - Sorry Not Sorry
  - Pink - What About Us
  - Ed Sheeran - Perfect
  - Shawn Mendes - In My Blood
- 2019[8]
  - Jonas Brothers - Sucker
  - 5 Seconds of Summer - Easier
  - Cardi B e Bruno Mars - Please Me
  - Billie Eilish - bad guy
  - Ariana Grande - thank u, next
  - Khalid - Talk
  - Taylor Swift - You Need to Calm Down

### Anni 2020
- 2020[9]
  - BTS - On
  - Halsey - You Should Be Sad

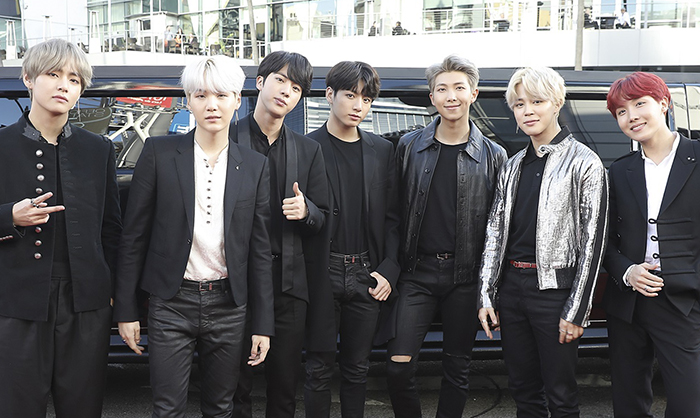
I BTS, vincitori nel 2020.

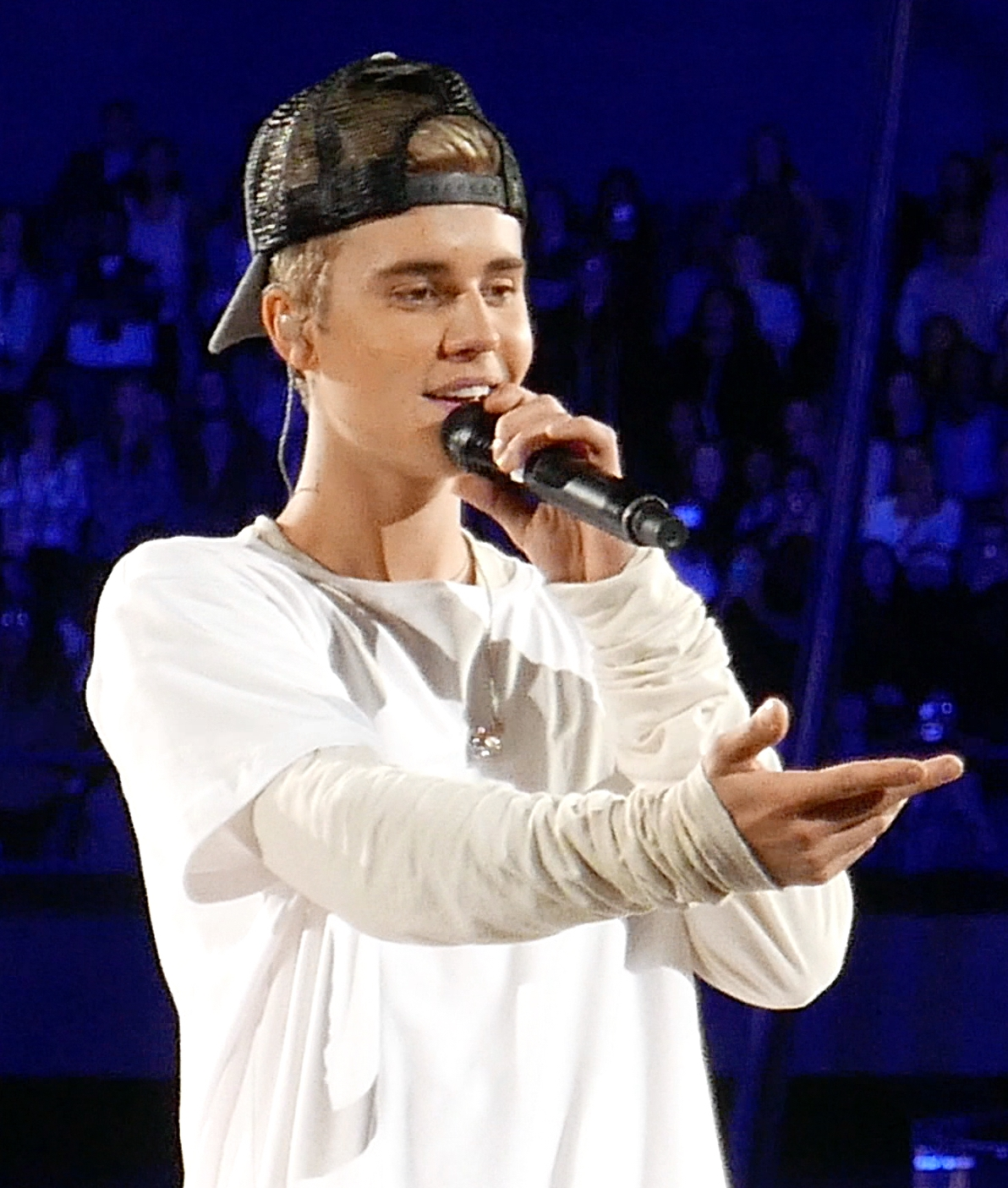
Justin Bieber, vincitore nel 2021.

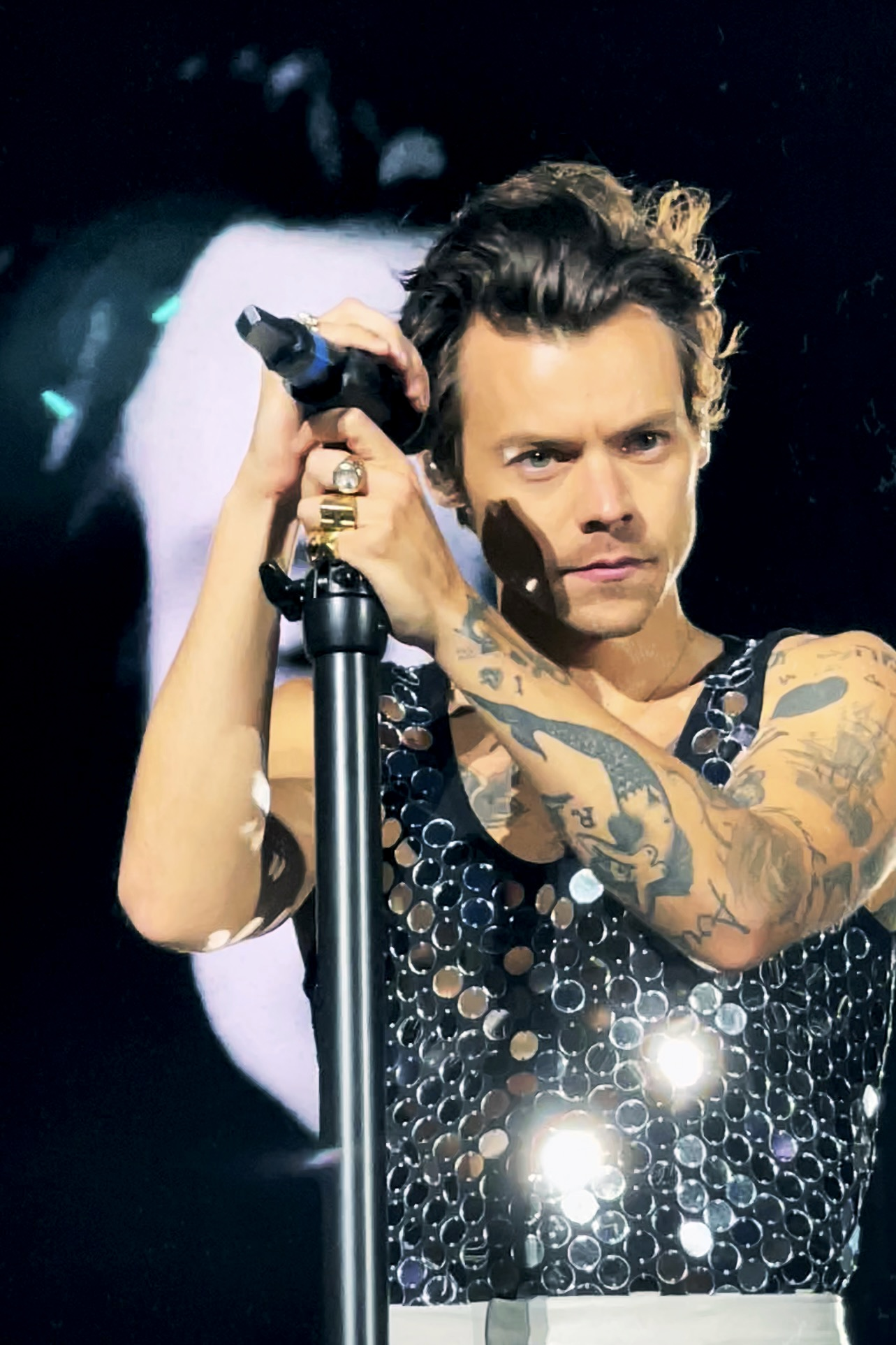
Harry Styles, vincitore nel 2022.

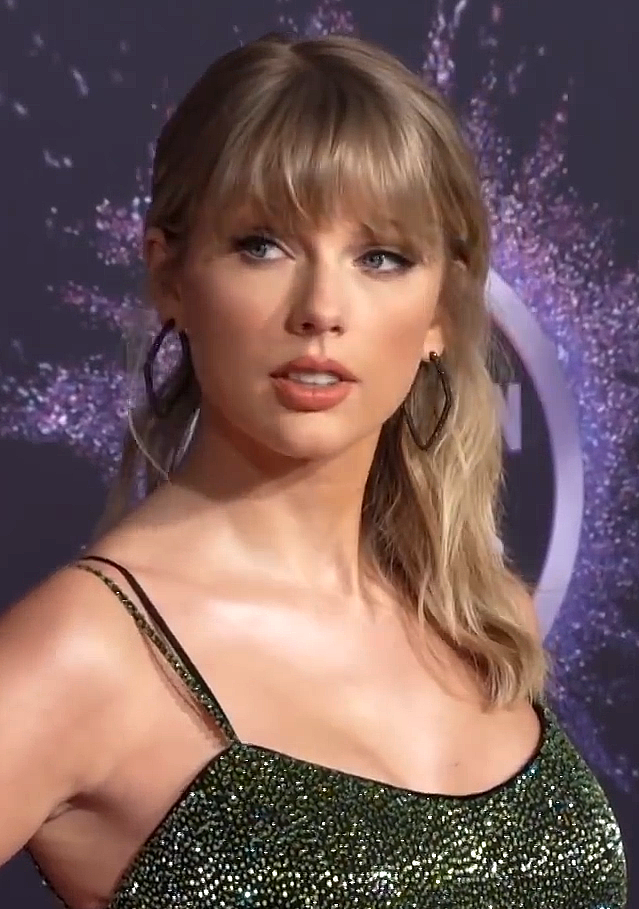
Taylor Swift, vincitrice nel 2015, 2023 e 2024.

  - Jonas Brothers - What a Man Gotta Do
  - Justin Bieber (featuring Quavo) - Intentions
  - Lady Gaga e Ariana Grande - Rain on Me
  - Taylor Swift - Lover
- 2021[10]
  - Justin Bieber (featuring Daniel Caesar e Giveon) - Peaches
  - Ariana Grande - Positions
  - Billie Eilish - Therefore I Am
  - BTS - Butter
  - Harry Styles - Treat People with Kindness
  - Olivia Rodrigo - Good 4 U
  - Shawn Mendes - Wonder
  - Taylor Swift - Willow
- 2022[11]
  - Harry Styles – As It Was
  - Billie Eilish – Happier than Ever
  - Doja Cat – Woman
  - Ed Sheeran – Shivers
  - Lizzo – About Damn Time
  - Olivia Rodrigo – Traitor
- 2023[12]
  - Taylor Swift – Anti-Hero
  - Demi Lovato – Swine
  - Dua Lipa – Dance the Night
  - Ed Sheeran – Eyes Closed
  - Miley Cyrus – Flowers
  - Olivia Rodrigo – Vampire
  - Pink – Trustfall
- 2024[13][14]
  - Taylor Swift
  - Camila Cabello
  - Dua Lipa
  - Olivia Rodrigo
  - Sabrina Carpenter
  - Tate McRae

## Statistiche e record

### Artisti con il maggior numero di vittore
- 3 vittore
  - Taylor Swift
  - Britney Spears
- 2 vittore
  - No Doubt
  - NSYNC
  - Ariana Grande

### Artisti con il maggior numero di candidature
- 7 candidature
  - Britney Spears
- 6 candidature
  - Ariana Grande
  - Taylor Swift

- 5 candidature
  - P!nk
  - Ed Sheeran

- 4 candidature
  - Justin Bieber
  - Christina Aguilera
  - Beyoncé
  - Bruno Mars
  - NSYNC
  - Olivia Rodrigo